# معاهدة باريس (1763)
معاهدة باريس وتسمى أيضا سلام باريس ومعاهدة 1763 تم إمضائها في 10 فبراير 1763 بين مملكة بريطانيا العظمى، فرنسا، إسبانيا من جهة والبرتغال من جهة أخرى. وقد أنهت الحرب الفرنسية الهندية/حرب السنوات السبع وتمثل المعاهدة بداية فترة طويلة من الهيمنة البريطانية خارج أوروبا.

## محتوى المعاهدة
تمهيدا لهذه المعاهدة، في 24 سبتمبر 1760، حاكم فرنسا الجديدة بيير دو ريغو دو فودرويل أعطى وقدم كندا وجميع تبعاتها لقوات الغزو البريطاني في مونتريال. ولكن البدائين الحلفاء للفرنسيين كانوا قد وقعوا اتفاقية مع البريطانيين في أوسويغاتشي (25 أغسطس)، على خطى مدينة لونغوي من قبل قبائل هورون (5 سبتمبر)، وبقيت الجهة تحت الحكم العسكري (1760-1763) حتى توقيع اتفاقية السلام الدائم.
نتائج هذه المعاهدة في أوروبا:
- فرنسا تعيد منورقة إلى بريطانيا بعد أن استولى عليها الفرنسيون في 29 يونيو 1756.
- إفراغ أراضي حلفاء إنجلترا في ألمانيا، وكذلك أراضي هانوفر التي تعتبر ملكا شخصيا لملك بريطانيا.
- بريطانيا ترجع جزيرة بال إيل أون مار إلى فرنسا.

نتائج هذه المعاهدة في أمريكا:
- بريطانيا تتحصل من فرنسا على إيل رويال وإيزل سان جان وأكاديا وكندا، وكذلك البحيرات العظمى والضفة اليسرى من نهر المسيسيبي. فرنسا تخلت كذلك عن بعض جزر الأنتيل (سانت فنسنت وسانت فنسنت ودومينيكا وغرينادا وتوباغو).
- وفقا للاستسلام المشروط لسنة 1760، بريطانيا تضمن حرية اعتناق الأديان مقتصرة على الكنديين.
- إسبانيا تتلقى غرب نهر المسيسيبي إذا لويزيانا الفرنسية وعاصمتها نيو أورلينز.
- إسبانيا بدورها في نفس الوقت تتنازل عن فلوريدا لبريطانيا.
- فرنسا تحافظ على حقوقها في الصيد في نيوفاوندلاند وخليج سانت لورنس.
- فرنسا تأخذ بدورها سان بيار وميكلون والعديد من جزر السكّر (مارتينيك، جوادلوب، سان دومينيغ)

نتائج هذه المعاهدة في بقية العالم:
- فرنسا تعطي إمبراطوريتها الهندية للبريطانيين، وتبقي سوى خمس محطات تجارية على ذمتها وهم بونديشيري، كاريكال، ماهي، ياناون، شاندرناغور.
- في أفريقيا، سمح لفرنسا بالاتجار بالعبيد في جزيرة غوريه (السنغال)، ولكنها تخلت عن سانت لويس.

نتائج هذه المعاهدة كانت إيجابية جدا بالنسبة لبريطانيا التي تحصلت على إمبراطورية كبيرة، والتي تحضر لهيمنة إنجليزية مستقبلية في العالم. فرنسا من جهتها خسرت إمبراطوريتها الاستعمارية الأولى، ولكنها فازت بالسلام الدائم.

## تأثير المعاهدة على كندا الفرنسية
نصت المعاهدة على الهجرة غير المقيدة لمدة 18 شهرًا من كندا. ومع ذلك، كان المرور على السفن البريطانية مكلفًا. غادر ما مجموعه 1600 شخص فرنسا الجديدة بموجب هذا البند من المعاهدة، لكن 270 منهم فقط كانوا من الكنديين الفرنسيين. يدعي البعض وجود سياسة بريطانية متعمدة آنذاك للحد من الهجرة لتجنب تقوية المستعمرات الفرنسية الأخرى.
سمحت المادة الرابعة من المعاهدة للكاثوليكية الرومانية أن تُمارَس في كندا، ووافق جورج الثالث على السماح بالكاثوليكية ضمن قوانين بريطانيا العظمى، والتي تضمنت مراسيم اختبار مختلفة لمنع حصول الروم الكاثوليك على التعيينات الحكومية والقضائية والبيروقراطية. كان يُعتقد أنهم عملاء اليعاقبة الذين يدعون أحقيتهم بالعرش، والذين كانوا يقيمون عادةً في فرنسا وكانوا مدعومين من قبل حكومتها. كانت مراسيم الاختبار مخففةً إلى حد ما في كيبيك، لكن استمرت سيطرة الأنجيليكية على المناصب العليا مثل الحكام.
كما تم الاستشهاد بالمادة الرابعة كأساس يُستند عليه، نظرًا لامتلاك كيبيك عادةً مجموعةً فريدةً من القوانين التي تختلف عن بقية كندا. وكان هناك مبدأ دستوري عام في المملكة المتحدة للسماح للمستعمرات التي استولي عليها من خلال الغزو بمواصلة العمل بقوانينها الخاصة. كان هذا الأمر مقيدًا بامتياز التاج، والذي سمح للملك بتغيير القوانين المقبولة في المستعمرة المحتلة فيما بعد. ومع ذلك، ألغت المعاهدة تلك السلطة بسبب مبدأ دستوري مختلف، والذي اعتبر شروط المعاهدة ذات أهمية قصوى. سُمح للكاثوليك بأن يصبحوا محلفين في محاكم أدنى درجة في كيبيك وأن يُجادلوا بالاستناد على مبادئ القانون الفرنسي في المارسة العملية. ومع ذلك، كان يجب أن يكون القاضي بريطانيًا، ويمكن أن يكون رأيه في القانون الفرنسي حياديًا أو عدائيًا. وفي حال جرى استئناف القضية أمام محكمة عليا، فلا يُسمح باعتماد القانون الفرنسي، كما لا يمكن للمحلفين أن يكونوا من الروم الكاثوليك.
رُحل العديد من الفرنسيين المقيمين فيما يعرف اليوم بالمقاطعات البحرية لكندا أثناء الطرد العظيم للأكاديين بين عامي 1755 و1763. وعاد بعض الأكاديين إلى كندا، بعد توقيع معاهدة السلام التي ضمنت بعض الحقوق للروم الكاثوليك. ومع ذلك، لم يعودوا موضع ترحيب في مستعمرة نوفا سكوشا البريطانية، وأُجبروا على دخول نيو برونزويك التي أصبحت آنذاك مقاطعة ثنائية اللغة نتيجة لذلك النقل.
أصبحت اليوم الكثير من الأراضي التي كانت تمتلكها فرنسا ملكًا لبريطانيا، وشعر الشعب الفرنسي في كيبيك بالخيانة إلى حد كبير بسبب الامتياز الفرنسي. أشار القائد العام للقوات البريطانية، جيفري أمهيرست، إلى أن «العديد من الكنديين يعتبرون مستعمرتهم ذات أهمية قصوى لفرنسا ولا يمكن إقناعهم ... بأن بلادهم قد جرى التنازل عنها لبريطانيا العظمى».